# Zwischenpumpwerk Lichtenberg

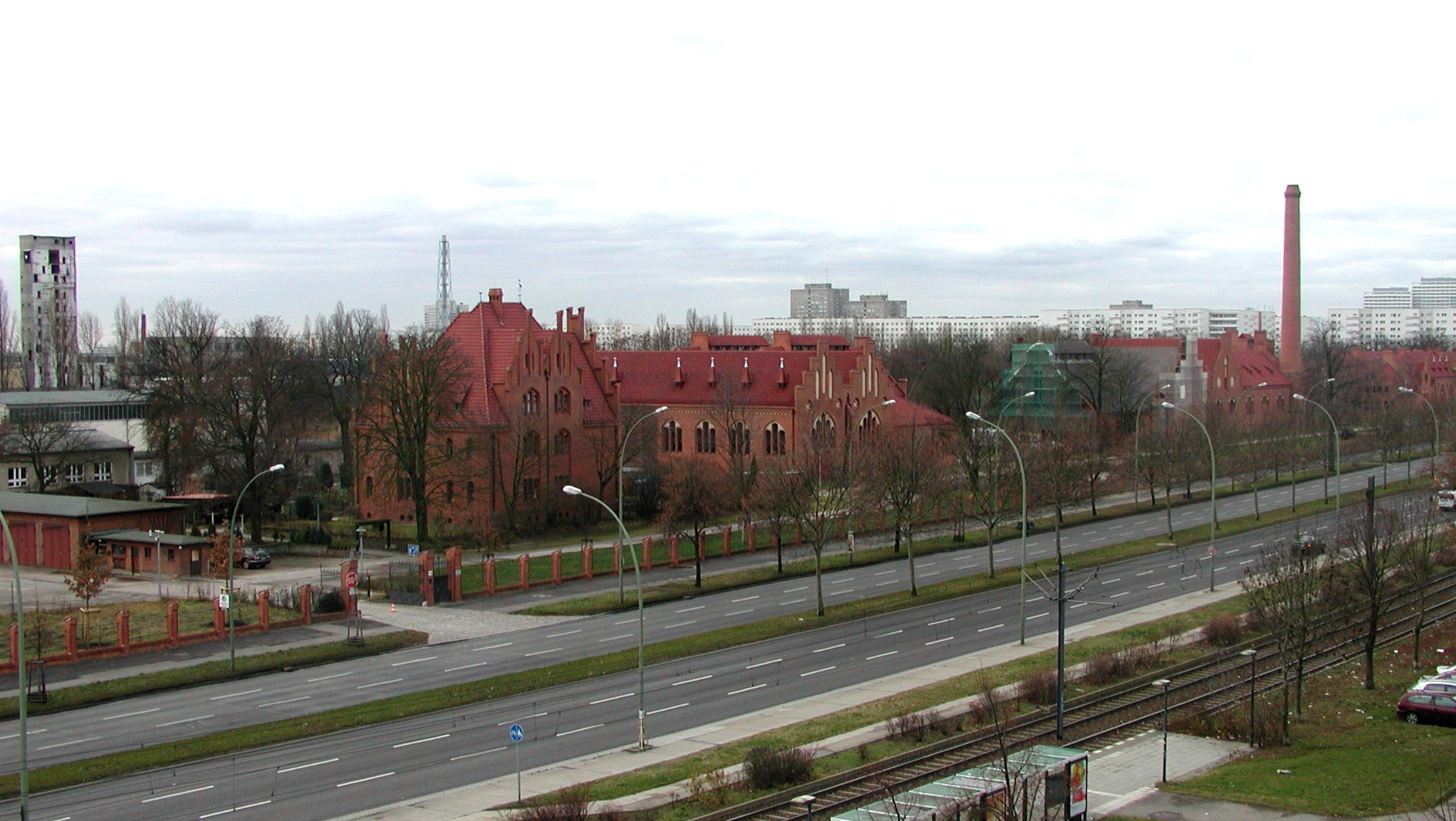
Gesamtansicht der Bauten des Zwischenpumpwerks, 2007

Das Zwischenpumpwerk Lichtenberg ist eine Einrichtung zur Trinkwasserversorgung an der Landsberger Allee in Berlin-Lichtenberg. In der Anlage wurde das vom Wasserwerk Friedrichshagen gewonnene Trinkwasser für die östlichen Bezirke Berlins in unterirdischen gemauerten Reinwasserbehältern zwischengespeichert. Nach umfassender Modernisierung und Stilllegung einiger historischer Maschinenhäuser auf dem Gelände wird das Zwischenpumpwerk im 21. Jahrhundert weiter genutzt. Dazu dienen jedoch moderne Pump- und Speicheranlagen in einer großen unterirdischen Förderhalle.

## Geschichte

### Einführung
Zur Versorgung der Berliner Bevölkerung mit Trinkwasser dienten die in den 1870er und 1880er Jahren errichteten Wasserwerke rund um das damalige Alt-Berlin – am Stralauer Tor, am Müggelsee, in Charlottenburg, am Teufelssee sowie in Lichterfelde, in Westend, in Steglitz, in Rixdorf und in Friedrichsfelde. Doch die Leitungen waren lang und der Wassertransport erforderte deshalb Pumpwerke, die einerseits in größeren Speichern Wasservorräte für einige Stunden bereithalten und andererseits den Druck bis zum Endverbraucher erhöhen konnten.

### 1889 bis 1893: Entstehung des Zwischenpumpwerks Lichtenberg
Für das gereinigte Tiefenwasser aus dem Südosten Berlins, über ein Leitungssystem von 16,2 Kilometern Länge aus dem Wasserwerk Friedrichshagen kommend sollte in der damaligen Gemeinde Lichtenberg ein Zwischenpumpwerk errichtet werden. Der Magistrat von Berlin hatte dazu an der Landsberger Chaussee 27/28 (seit 1992 Landsberger Allee 230) ein Areal von rund 100.000 m² erworben.
Erste Gebäude auf dem Gelände waren vier Maschinenhäuser (auch Schöpfmaschinenhäuser genannt), bezeichnet mit den Buchstaben A, B, C und D, die nach Plänen von Richard Schultze und Henry Gill 1889 bis 1893 entstanden. Den Hygienespezialisten Robert Koch hatten die Architekten hinzugezogen, weil es um möglichst sauberes Trinkwasser ging. Zu jedem Maschinenhaus gehörten riesige Reinwasserpumpen, ein Kessel- und ein Kohlenbereich sowie eine Sandwäsche. Hinter den Maschinenhäusern schlossen sich Saugekammern und acht in das Erdreich gebaute Reinwasserbehälter an, in jeden passten 9000 m³ Wasser. Das Maschinenhaus D wurde als letztes im Jahr 1899 in Betrieb genommen. Mit der installierten Technik – zwei liegende Verbundmaschinen mit einer Leistung von je 155 PS – konnten pro Tag durchschnittlich 45.000 m³ Wasser durchgepumpt werden.

### 1900 bis um 1930: Um- und Erweiterungsbauten
In den Jahren 1900 und 1925 bis 1928 erfolgten umfangreiche bauliche und technische Erweiterungen (beispielsweise wurden die zuerst offenen Wasserbehälter geschlossen und ein Gebäude für die Verwaltung errichtet) sowie ein Anschluss an die Roedersche Industrieeisenbahn (1911) vorgenommen. Dazu hatte die Stadt Berlin ein Gelände von etwa 25.700 m² hinzugekauft.

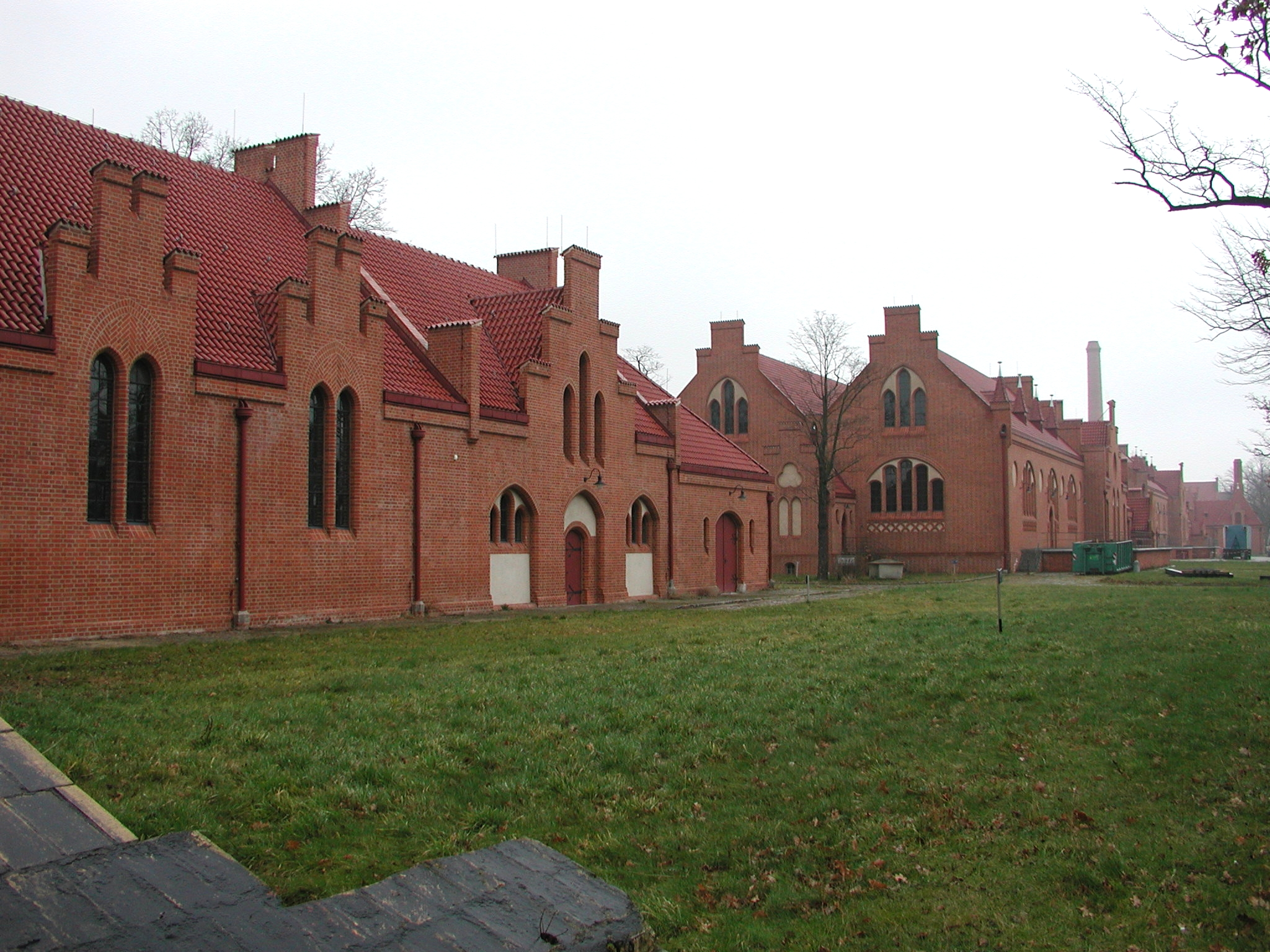
Häuser A und B

Das allererste Maschinenhaus (A), 1893 in Betrieb gegangen, wurde bereits 1914 wieder stillgelegt. Im Jahr 1912 begann der Bau der Reinwasserbehälter 9 und 10 sowie der Maschinenhäuser E und F, die zur Versorgung der Irrenanstalt Herzberge und der sich nach Norden ausdehnenden Lichtenberger Gemeinde (Hochstadt) erforderlich waren. Die Architektur wurde den vorhandenen Gebäuden perfekt angepasst. Im Jahr 1920 verfügte das Zwischenpumpwerk über zehn Reinwasserbehälter und erbrachte eine Leistung von rund 220.000 m³ Wasser pro Tag. Im Jahr 1927 ging das Maschinenhaus B vom Netz und 1929 auch das Maschinenhaus C, dafür entstanden weitere vier Reinwasserbehälter mit einem Gesamtinhalt von 123.000 m³. Alle Pumpen wurden seit der Eröffnung des Zwischenpumpwerks mit Dampfmaschinen angetrieben.
Im Berliner Adressbuch des Jahres 1900 sind zwischen Weißenseer Weg und Hohenschönhauser Feldmark außer Baustellen nur die Städtischen Wasserwerke vermerkt. Auf dem Gelände wohnten 6 Maschinenführer, ein Pförtner, ein Lichtwärter, ein Materialverwalter sowie ein Vorarbeiter und das Baubureau stand darauf. Hausnummern für den Komplex sind nicht angegeben. In den 1880er Jahren enthalten die Adressbücher keinerlei Hinweise auf das im Bau befindliche Zwischenpumpwerk, die Hausnummern der Landsberger Chaussee waren auch noch nicht vergeben, vier Parzellen trugen Namen nach den Hauseigentümern. Der Gemeindeteil Wilhelmsberg, zu dem das Gelände gehörte, zählte da noch zu den Vororten von Berlin.

### 1930 bis 1990: Ständige Reparaturen und Erneuerungen
Zum Ende des Zweiten Weltkriegs wurden große Teile des Wasserwerks durch Bombardements zerstört, weil sich ganz in der Nähe eine Stellung von Flugabwehrkanonen im BVG-Stadion befunden hatte. Weitere Schäden waren entstanden, weil die unterirdisch geführten Leitungen entweder direkt zerstört waren oder die unter Brücken geführten Leitungen zusammen mit den Brücken gesprengt worden waren. Schwierigkeiten entstanden durch die nun aufgeteilte Stadt in vier Sektoren mit unterschiedlichen Zuständigkeiten und durch fehlende Fachkräfte. Die Kriegsschäden am Zwischenpumpwerk in Lichtenberg konnten bis in die 1950er Jahre weitestgehend repariert werden, trotzdem zeigten sich in den Wasserspeicher-Wänden auch später noch feine Risse, wodurch Wasserverluste auftraten. Im Jahr 1967 erhielt das weiter in Betrieb befindliche Maschinenhaus D eine Schaltwarte. Selbst im Jahr 1980 war auf dem Gelände des ZPW eine amerikanische Fliegerbombe gefunden und entschärft worden.

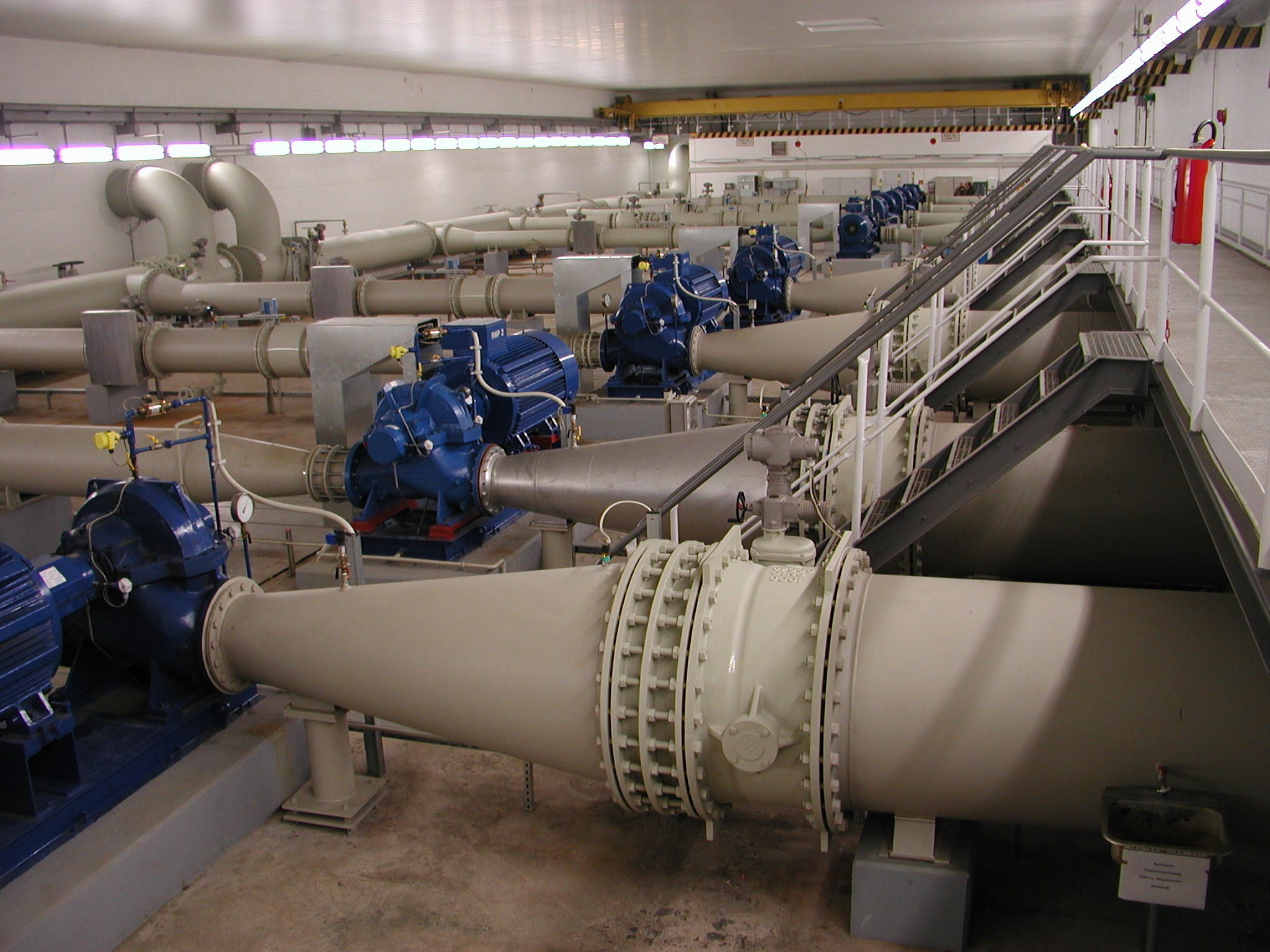
Blick in die unterirdische Maschinenhalle

Die wichtigste Änderung bestand jedoch darin, dass zwischen 1979 und 1983 eine neue unterirdische Förderhalle in Schlitzwandbauweise auf der Fläche vor dem Maschinenhaus C errichtet wurde. Sie hat eine Länge von 65 Metern, eine Breite von 25 Metern und liegt in zehn Metern Tiefe. Die Halle enthält zehn Elektrokreisel, die einen Durchfluss von bis zu 12.400 m³ pro Stunde bei einem Druck von 4,71 bar ermöglichen. Mit dem vollständigen Ausbau dieser Anlage konnten im Jahr 1983 die Altanlagen in den Häusern D und E stillgelegt werden.

### Zwischenpumpwerk ab den 1990er Jahren
Die vorhandenen Backsteingebäude stehen seit 1991 unter Denkmalschutz. Zunächst wurden konservierende Arbeiten durchgeführt, zu Beginn des 21. Jahrhunderts folgten aufwendige Sanierungen sowohl der vorhandenen Technik als auch der fast einhundertjährigen Gebäude. Im Jahr 2000 musste jedoch das Verwaltungsgebäude abgebrochen werden, 2001 wurden die Reinwassertanks 9 und 10 stillgelegt. Seit dem Jahr 2005 wird das Zwischenpumpwerk in der Landsberger von Mitarbeitern im Wasserwerk Friedrichshagen fernbedient. In diesen Jahren wurde auch der Gleisanschluss gekappt, auf dem anfangs die Kohle für die Dampfmaschinen sowie die großen Apparaturen angeliefert worden waren. Die Gleise verliefen von Süden kommend im östlichen Bereich des Geländes bis an die Landsberger Chaussee heran und dort parallel zu den Gebäuden.
Die Berliner Wasserbetriebe hatten im Jahr 2000 ein Gutachten in Auftrag gegeben, wie und mit welchen Maßnahmen die Grünflächen und Wege auf dem Gelände verbessert werden können. Die Firma p2m – Landschaftsplanung und Gartendenkmalpflege hat das Gutachten erstellt und konnte 2001 als erstes die südliche Werkstraße nach historischen Vorlagen denkmalgerecht wiederherstellen.
Neben den Nutzgebäuden einschließlich einer Werkstatt sind auch die Wassertanks erhalten. Für die gesamten Sanierungsarbeiten zu Beginn des 21. Jahrhunderts hatten die Berliner Wasserbetriebe 18 Millionen Euro ausgegeben.

### Nutzung nicht mehr für die Pumpspeicherung benötigter Bauten
- Einer der leerstehenden Speicher sowie ein Drittel der Außenfläche und zwei Nebengebäude sollten für ein Freizeit-Zentrum abgerissen werden, welches den bestehenden Baustil der Anlage aufgreift.[14] Die Architekten Rem+tec hatten die Pläne für die Umnutzung bis zum Jahr 2010 erarbeitet.[15] Anschließend reichte der Grundstückseigentümer, die Wasserbetriebe Berlin, den vorhabenbezogenen Bebauungsplan 11-56 VE gemäß § 12 BauGB ein, als Vorhabenträger wollte die Decathlon Sportartikel GmbH & Co. KG hier aktiv werden.[16] Dagegen gab es Veröffentlichungen, die die geplanten Verkäufe detaillierter benannten und Gründe für Verzögerungen. Konkret ging es um den Verkauf eines ehemaligen Wohnhauses für Angestellte der Wasserbetriebe, zwei der sechs Maschinenhäuser und zwei der zehn Reinwasserbehälter. Streitpunkt war die Frage, ob ein solcher Sportartikelmarkt sowie weitere Einzelhandelsprojekte an der Landsberger Allee überhaupt zulässig sind. Nach dem von der Senatsverwaltung beschlossenen Stadtentwicklungsplan Zentren wäre das nicht genehmigungsfähig.[17] Ein Gutachten im Auftrag des Senats brachte keine Klarheit und der geplante Beginn der Umgestaltung im Sommer 2012 fand nicht statt.[3] Tatsächliche Bauaktivitäten sind nach dem Verwaltungshickhack seit dem Jahr 2013 nicht feststellbar.

- Zur gleichen Zeit berichtete die Berliner Morgenpost über ein Projekt, dass Gastro-König Josef Laggner sich um den Erwerb einiger Gebäude bemühen würde. Er könne sich vorstellen, auf dem Gelände eine Gaststätte mit einer Kapazität von 450 Plätzen sowie ein Brauhaus mit Biergarten einzurichten. Das Lichtenberger Bezirksamt hatte seine Unterstützung zugesagt.[13] Doch bis zum Ende des Jahres 2014 waren auch in dieser Angelegenheit keine Aktivitäten zu verzeichnen.

- In einer vorhandenen aber nicht genutzten Lagerhalle wurde ab dem Jahr 2017 das erste Inline-Wellenwerk Berlins eingerichtet. Sieben junge Sportler, die sich mit Wellenreiten, Kitesurfen und Snowboarding befassen, kamen zu dem Schluss, dass in dieser großen Stadt ein Freizeitangebot zum Surfen fehle. Sie kontaktierten die Entwickler der City Wave (Diese Wellentechnologie befindet sich weltweit erst zwölfmal im Einsatz, darunter (nun) in drei deutschen Großstädten. Sie wurde von einem deutschen Ehepaar entwickelt.[18]) Gleichzeitig sorgten sie für den Umbau der Halle, die sie von den Wasserbetrieben mieteten. So entstand ein Wasserbecken mit den Außenmaßen 8,50 Meter breit, 18 Meter lang, in welchem mit Motorkraft eine künstliche stehende Wasserwelle erzeugt wird. Eröffnet wurde die Anlage am 22. November 2019. Die Betreiber bieten seitdem Kurse für Anfänger und Surfstunden für Fortgeschrittene an. Inzwischen (Stand vom 22. Februar 2020) besuchen täglich rund 150 Surfer oder Interessierte das Wellenwerk.[19] Im Jahr 2020 sollen ein Restaurant, ein Surf Shop, eine Bar, eine Motorradmanufaktur, ein Biergarten und eine Surfboardwerkstatt hinzukommen.[20]

## Einzelne Bauten (Auswahl)

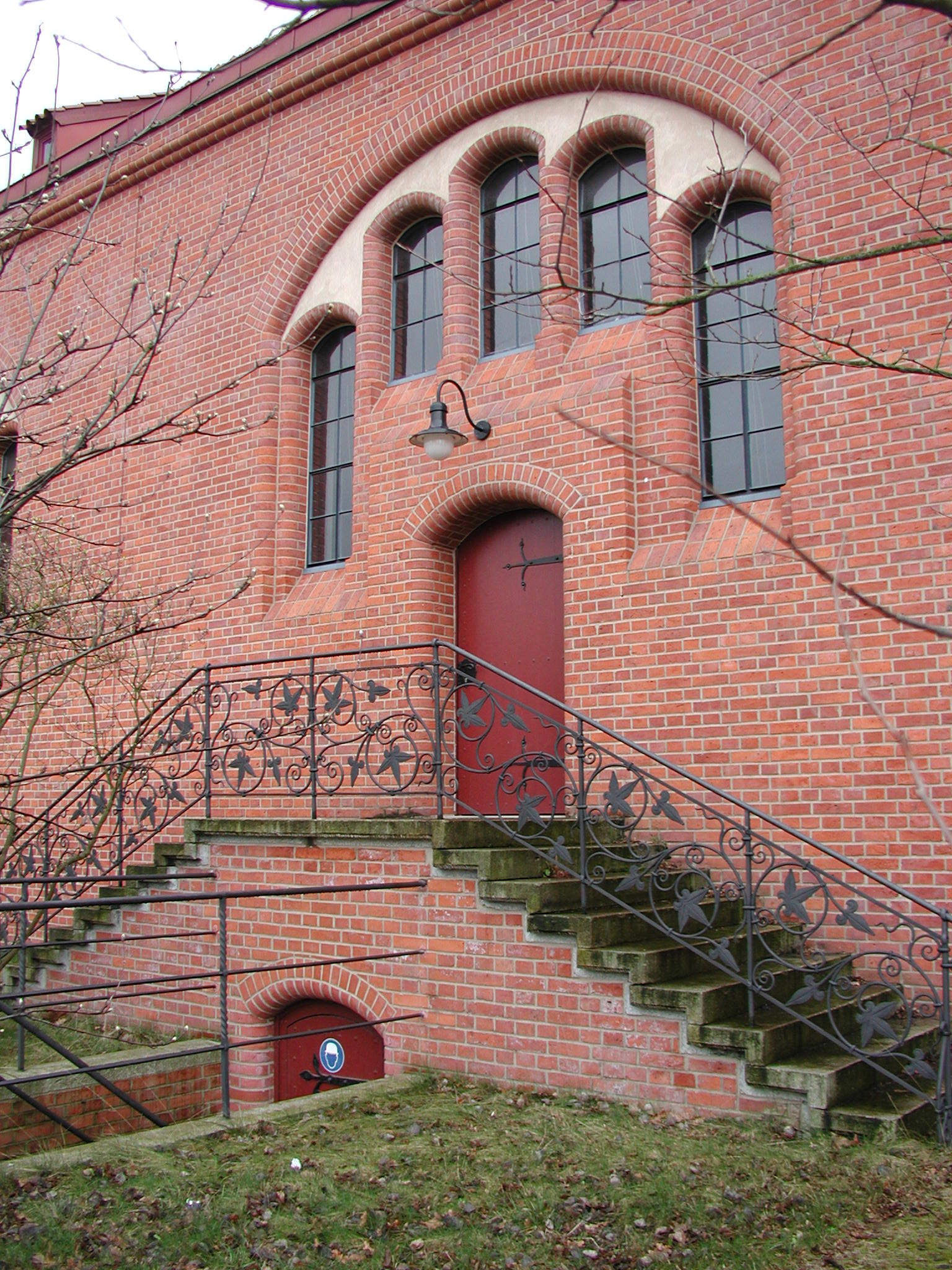
Details eines restaurierten Maschinenhauses

### Architektur
Fast alle Gebäude auf dem Gelände sind ziemlich einheitlich im märkisch-spätgotischen Historismusstil gehalten, der sich an das erste Berliner Wasserwerk in Friedrichshagen anlehnt. Fassadenschmuckelemente wurden jedoch sparsamer eingesetzt – beispielsweise sind die Spiegel nackter Putz, in Friedrichshagen sind diese weiß gestrichen und häufig noch mit Stuckelementen geschmückt.

### Maschinenhäuser
In allen Maschinenhäusern befanden sich Räume für die dort beschäftigten Arbeiter sowie ein Geräteschuppen.
Das Maschinenhaus B, dessen Pumpen 1927 abgestellt worden waren, enthält die später installierte gesamte Elektrotechnik des Pumpwerks. Diese war in der DDR-Zeit 1983 erneuert worden, im Jahr 2003 brachten sie die Berliner Wasserbetriebe dann auf den neuesten technischen Stand. Neben den früheren sechs Maschinenhäusern kam in den 1980er Jahren noch ein weiteres hinzu, das mit dem Buchstaben E gekennzeichnet wurde. Hier haben sich nach dessen Stilllegung zu Beginn des 21. Jahrhunderts schrittweise Künstler angesiedelt (Bildhauer, Maler, ein Keramiker).
Das Maschinenhaus D war bis 1991 in Betrieb und beherbergt seitdem das Archiv des Pumpwerks, einige Reservepumpen und eine Kesselanlage. Zu letzterer gehört ein 46 Meter hoher Schornstein (früher: 52 Meter hoch). Ein einziges (nicht genauer bezeichnetes Haus) wurde 2007 noch für die Antriebsmaschinen genutzt.

### Unterirdische Speicherbecken

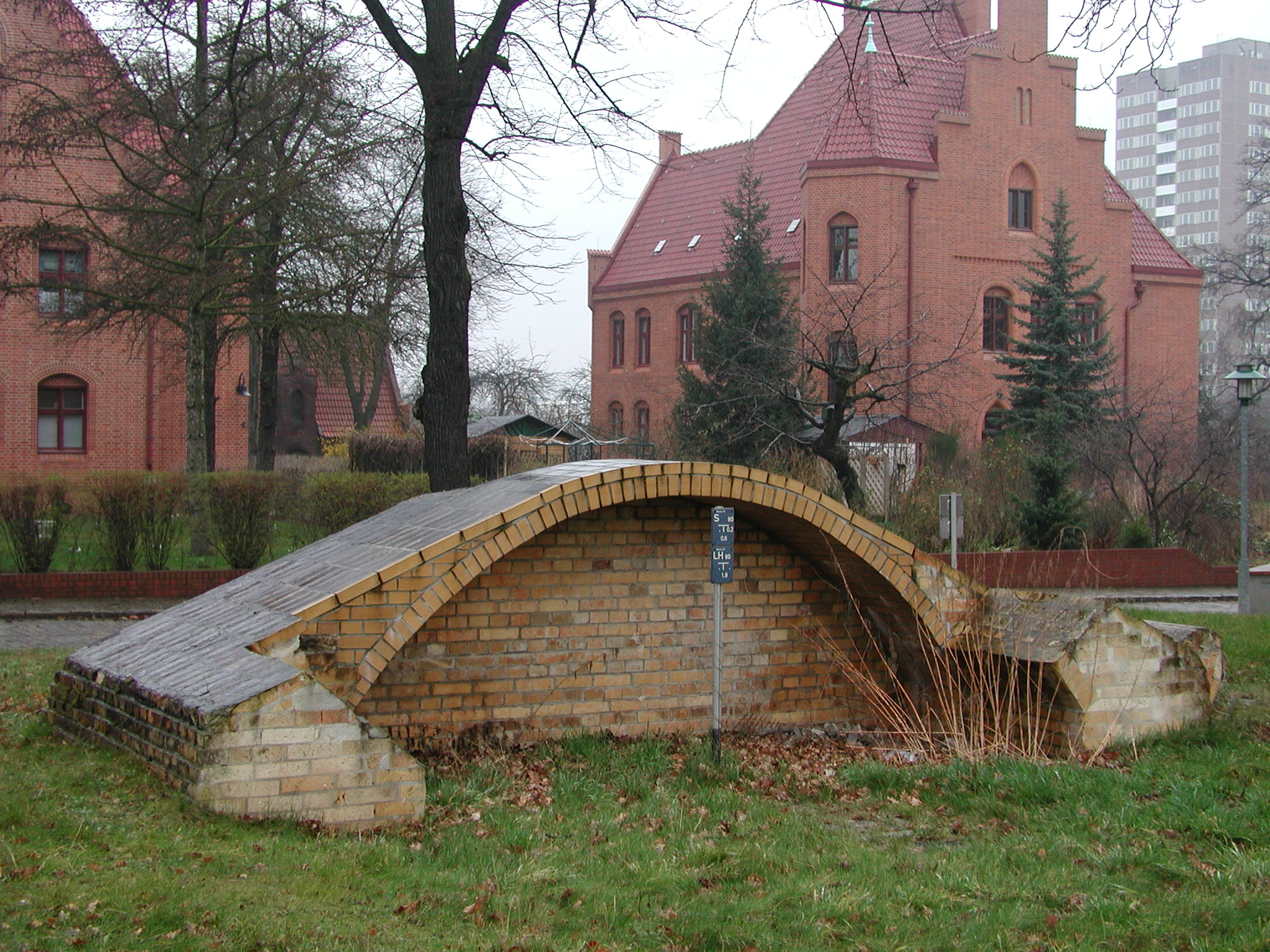
Wetterschutz für die Luftschächte

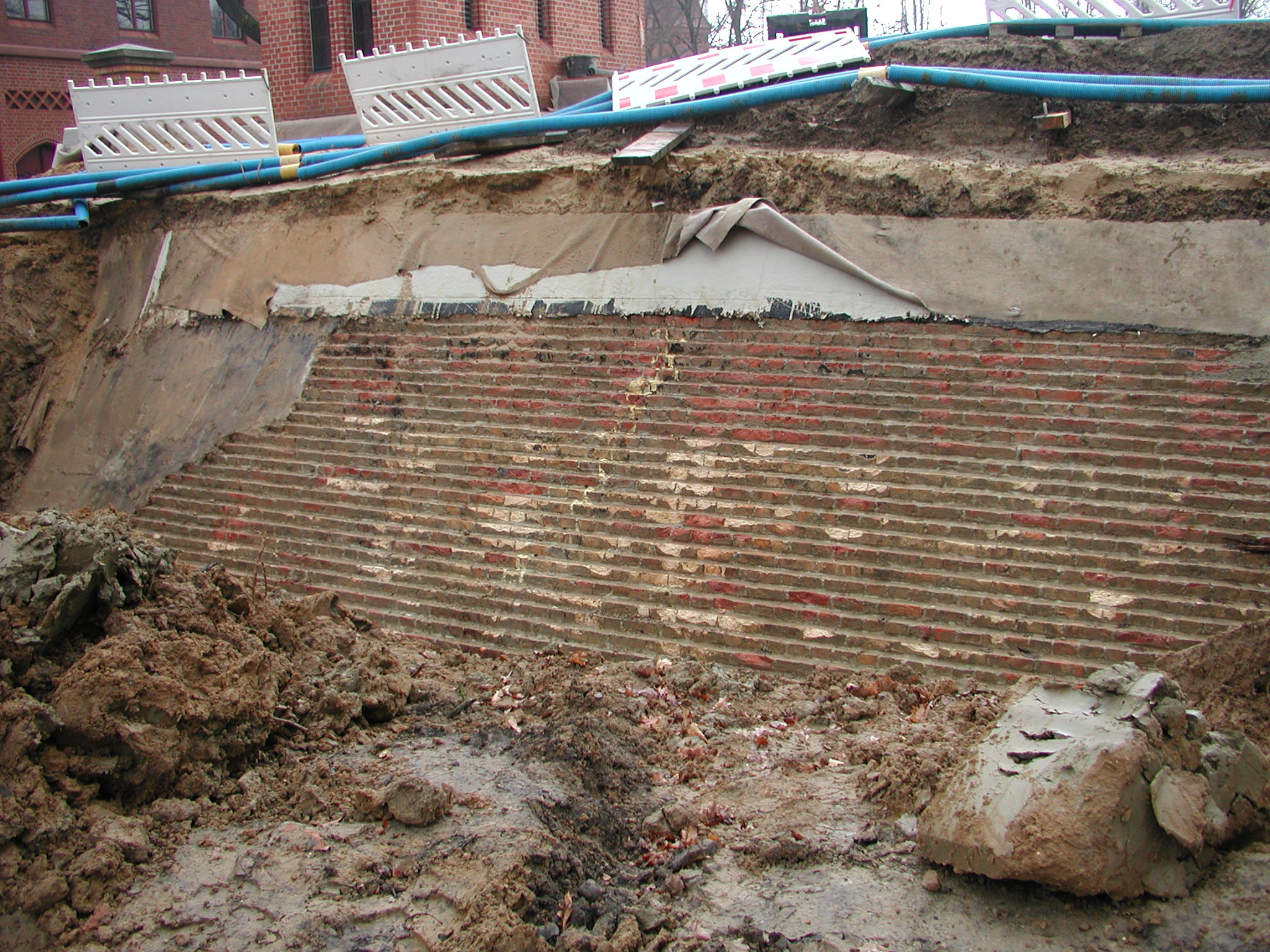
Freigelegte Außenmauer eines Speicherraums

Über diesen gemauerten Hallen mit Tonnengewölbe und einer Länge von 40 Metern führte eine mit Erdreich weitestgehend verdeckte Säule bis an die Oberfläche, die zum Luftziehen diente. Denn bei deren Fehlen entstünde beim Abpumpen des Behälters ein Unterdruck, der den Pumpen entgegenwirken würde. Diese Säulen sind ab den späten 1990er Jahren weitestgehend freigelegt und gelten als technisches Relikt. Des Weiteren waren etliche Ventile von größerem Ausmaß erforderlich, die ebenfalls kaum sichtbar im Erdreich verborgen waren. Im Jahr 2012 konnte ein solches Regelteil vor seinem endgültigen Abbau an der Vulkanstraße gesehen werden.
Von der Erdoberfläche führen insgesamt fünf Treppenhäuschen bis auf den Boden der Speicher, auch einen Wasseraufzug gab es. Ein  Treppenhaus zu den Tanks trägt auf der Seite einen Davidstern, deren Zusammenhang mit dem Werk oder den Bauten nicht geklärt ist.
Ein solcher Speicher ist in mehrere Kammern untergliedert, die mit Überläufen untereinander verbunden sind. Die Außenwände haben gegen den Druck des Erdreichs einen konischen Querschnitt, an der Basis sind sie drei Meter dick, oben nur noch 50 Zentimeter. Kleine Türmchen über der Erde kennzeichnen die Ränder der Wasserbehälter. Die hier beschriebenen Wasserspeicherbecken sind seit den 2000er Jahren außer Betrieb, ihre Aufgaben haben neue Metallbehälter in einer neu angelegten unterirdischen Maschinenhalle übernommen. Sie wurden bereits für Kulturveranstaltungen wie Konzerte genutzt, meistens stehen sie jedoch leer.

### Wohngebäude und Außenmauer

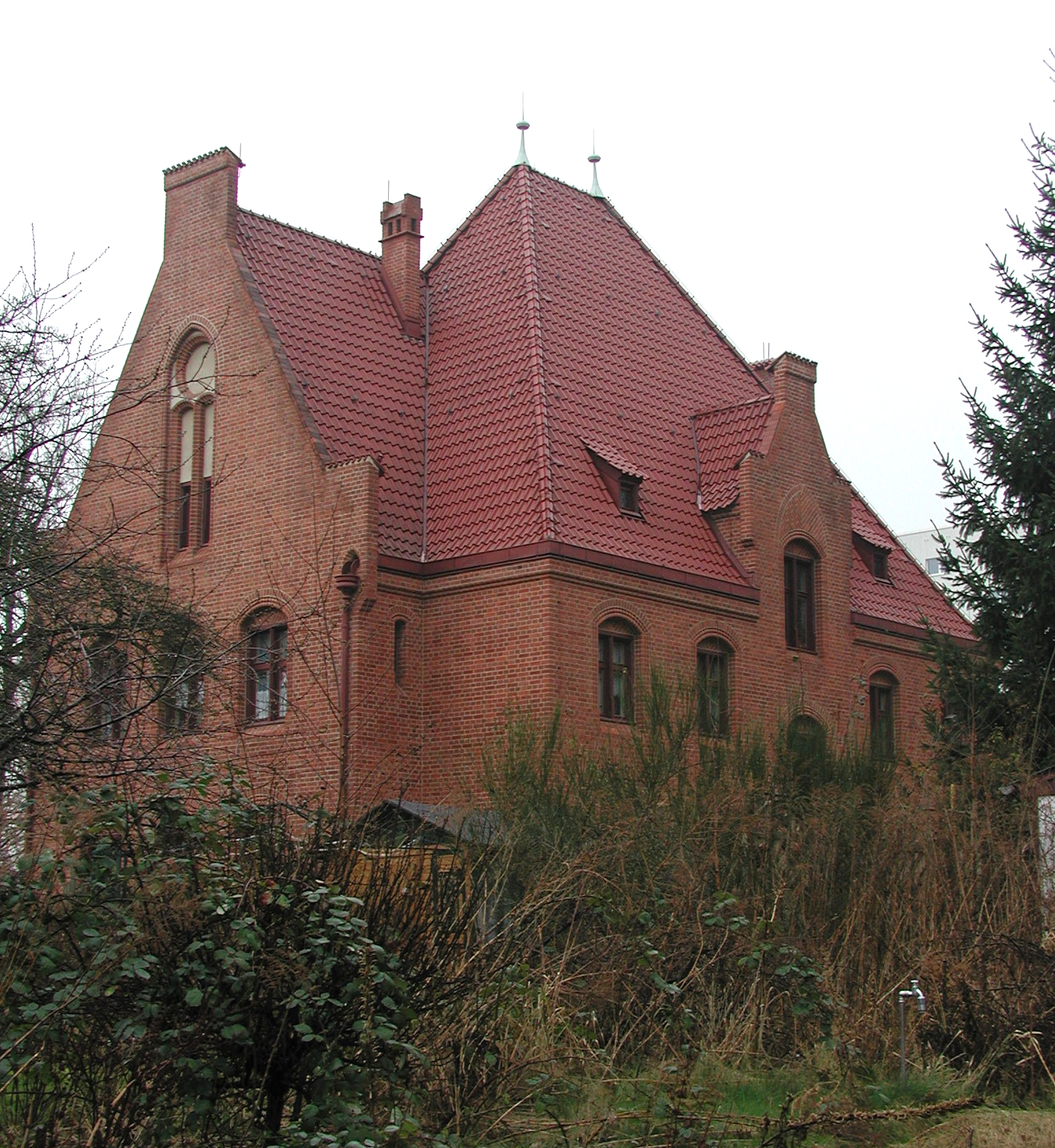
Eines der Wohnhäuser

Am westlichen (Höhe Vulkanstraße) und am östlichen Ende (zweite Toreinfahrt etwa an der Landsberger Allee 230b) des Geländes wurden beizeiten Wohnhäuser für die im Wasserwerk angestellten Beamten und ihre Familien errichtet. Diese drei villenähnlichen Backsteinbauten befinden sich im Inneren der Anlage und sind nur über eine verschlossene Zufahrt vorbei an einem Pförtnerhäuschen erreichbar. Auch seit der Wiedervereinigung der Stadt und der Übernahme des Zwischenpumpwerks durch die Berliner Wasserbetriebe sind die Wohnbauten weiter in Benutzung. Diese Gebäude waren nicht mehr ansehnlich, sodass es 1998 eine Ausschreibung zu Umbau bzw. Rekonstruktion und Instandsetzung des denkmalgeschützten mehrgeschossigen Wohnhauses C gab, den die Firma Uwe Knörck Architektur + Management gewonnen hatte und erledigen durfte.
Das gesamte Zwischenpumpwerk ist eine wichtige Versorgungseinrichtung für einige Ostbezirke und deshalb mit einer etwa zwei Meter hohen Backsteinmauer umgeben. Der obere Rand des Mauerwerks wird von querliegenden Dachziegeln im System Mönch und Nonne gebildet. Etwa um das Jahr 2005 ließ das Management der Wasserbetriebe jedoch die Mauer entlang der Landsberger Allee durch einen gleich hohen mit Spitzen gesicherten stabilen Metallzaun ersetzen, der den Blick auf den Gebäudekomplex frei gibt.

## Einige technische Angaben
Die Temperatur des ankommenden und weitergepumpten Wassers liegt konstant zwischen 8 und 10 Grad Celsius. In dem Zwischenpumpwerk wurde das Trinkwasser noch bis 1991 gechlort, um die Keimfreiheit zu gewährleisten. Bakteriologische Wasseruntersuchungen einmal wöchentlich gewährleisten inzwischen eine hohe Trinkwasserqualität, im Wasser sind aber reichlich Mineralien und Eisen enthalten.
Die Saugleitungen werden mit einem Unterdruck von 0,5 Bar betrieben, die Rohre haben einen Durchmesser von 1200 Millimetern.
Der elektrische Strom kommt vom nahe gelegenen Umspannwerk, darüber hinaus garantieren Notstromaggregate die Versorgung mit Trinkwasser auch bei längerem Stromausfall.
Fast alle Prozesse sind seit den 2010er Jahren automatisiert, sodass für die drei Zwischenpumpwerke im Bezirk Lichtenberg nur sechs Mitarbeiter im Einsatz sind, Videoüberwachung garantiert die Sicherheit.

## Armaturen
Auf dem Freigelände stehen und liegen seit den umfassenden Umbauarbeiten in den 1990er Jahren einige ausgebaute originale Armaturen, wie folgende Galerie zeigt:

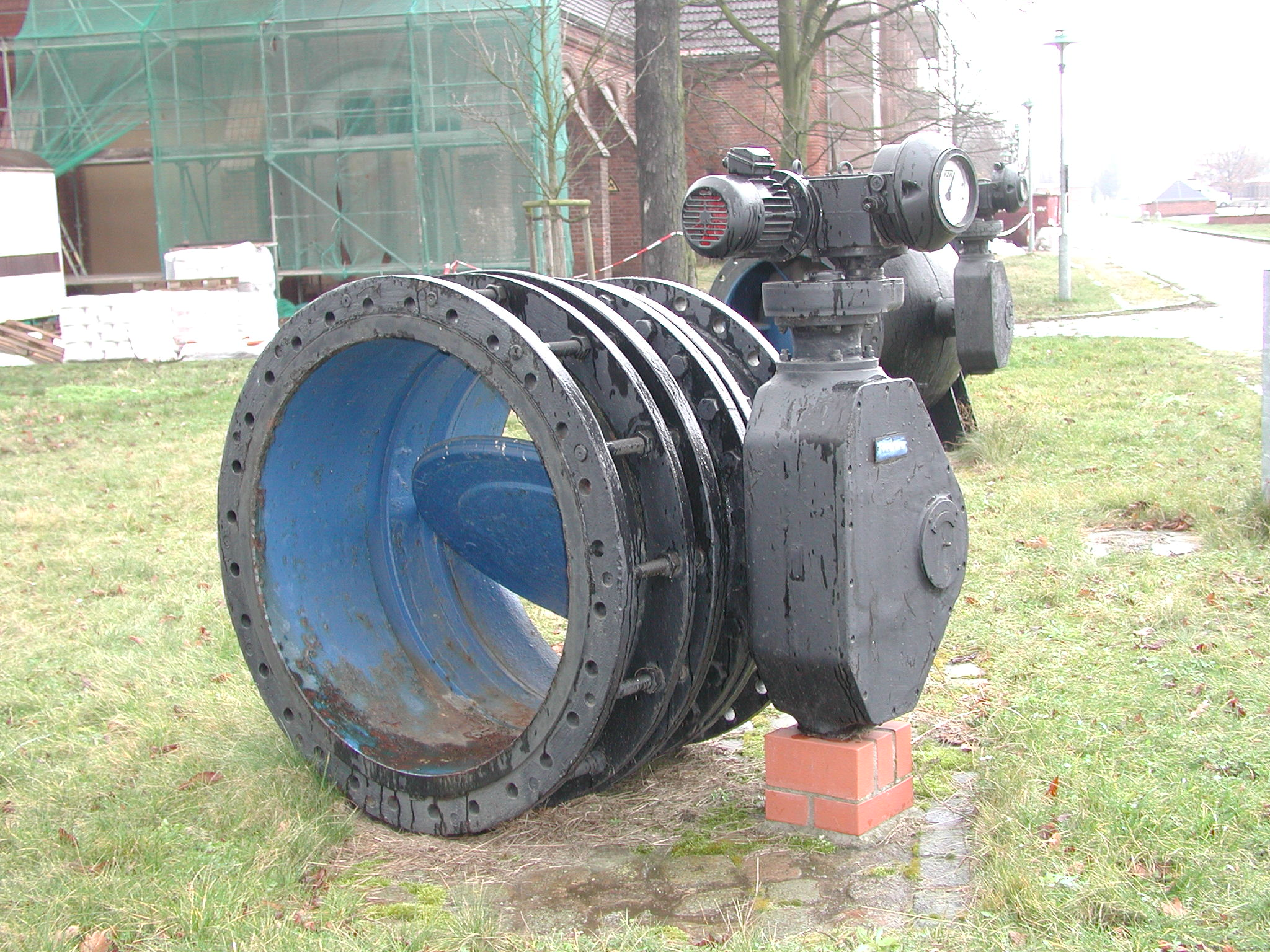
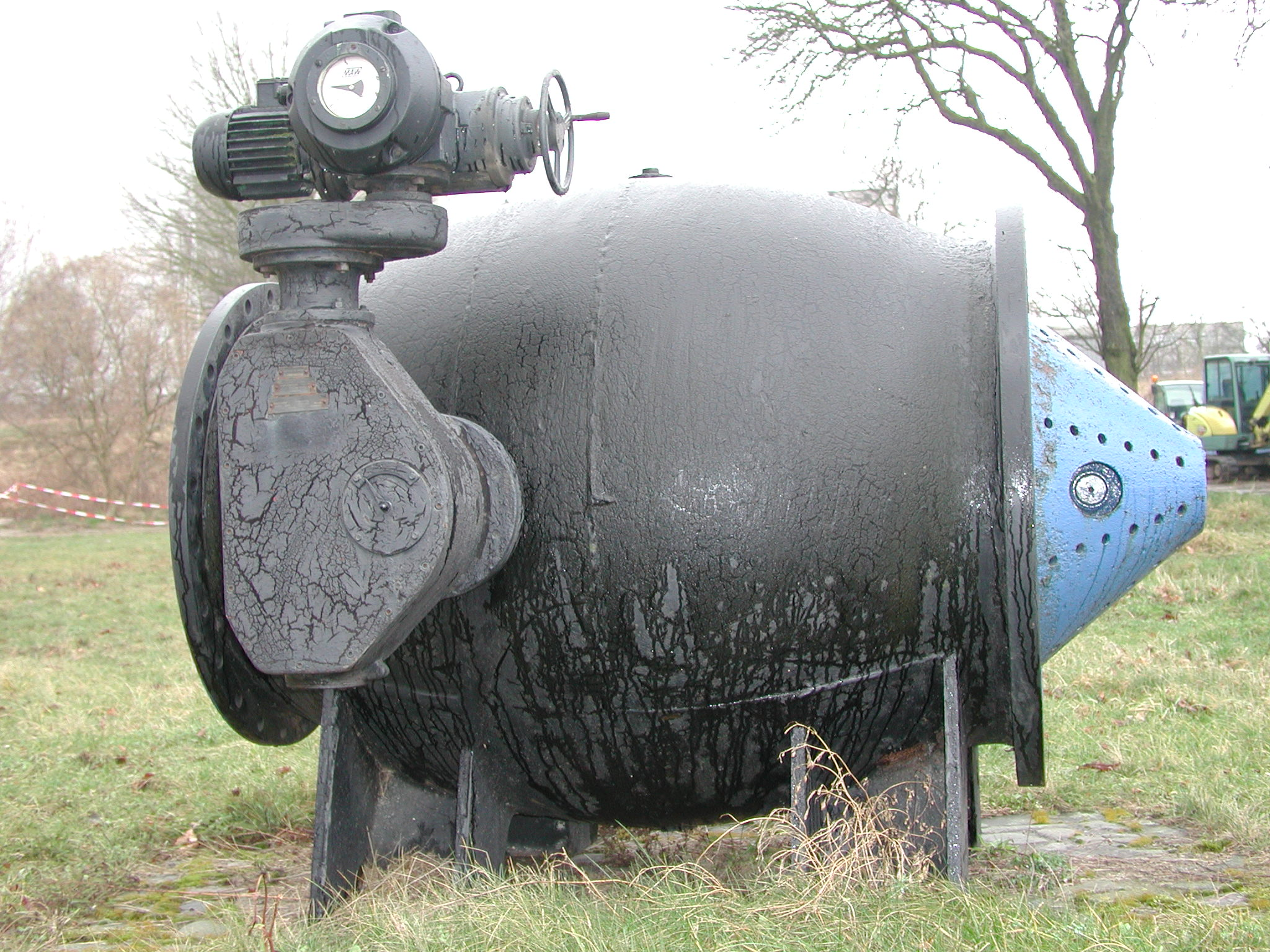
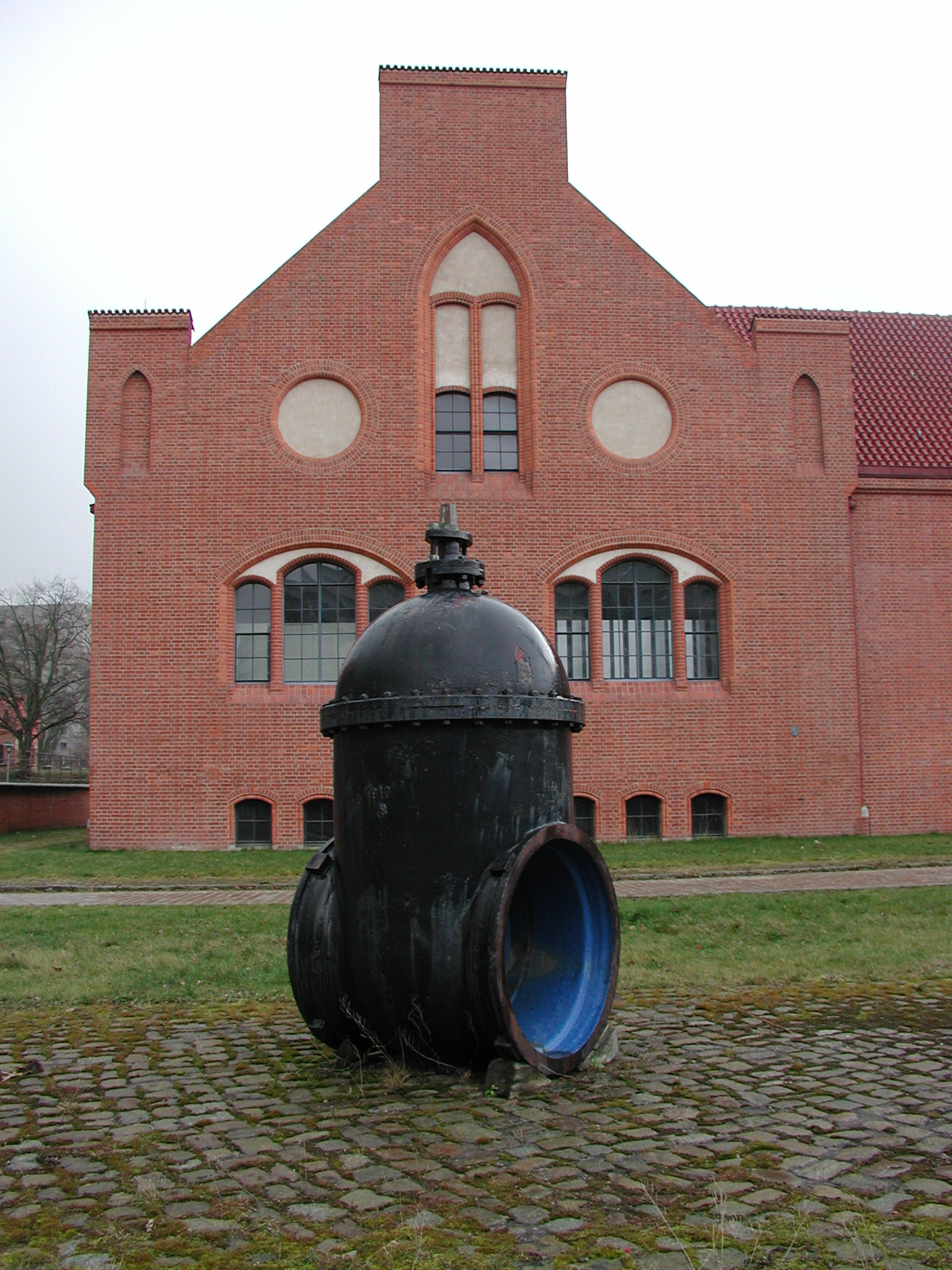
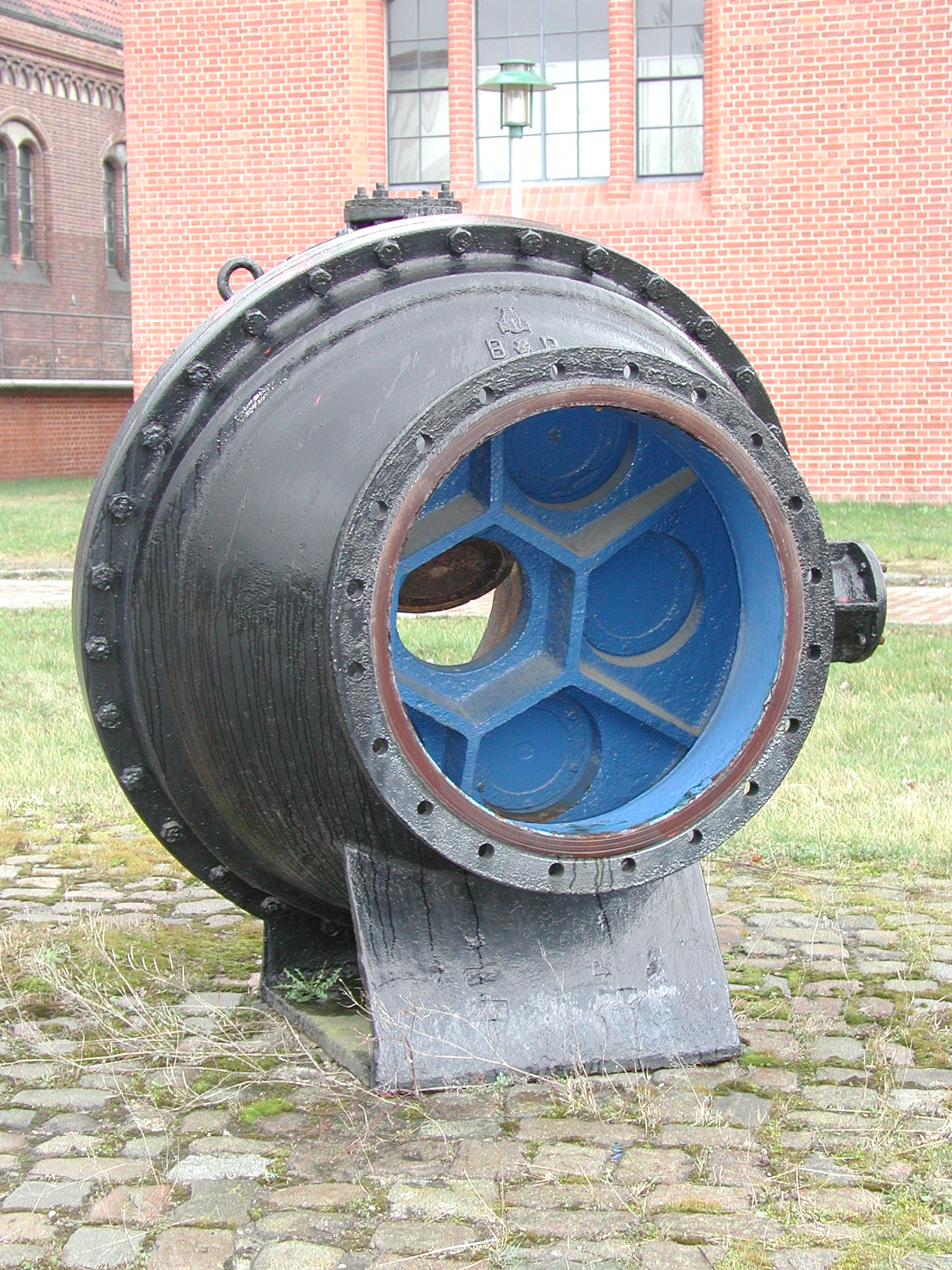

## Weiteres auf dem Gelände
Zwischen den Bauten sind im Laufe der Jahre einige seltene (und später unter Naturschutz gestellte) Bäume wie Säulenpappeln, Eschen und Ahorn angepflanzt worden. 16 dieser Bäume sind laut Gutachten des Grünflächenamts aus dem Jahr 2015 wegen „massiver altersbedingter Schädigungen nicht mehr verkehrssicher“ und müssen gefällt werden. Weiter heißt es in der Presseerklärung vom Februar 2016: „Laut Baumschutzgesetz werden fast alle betroffenen Bäume der Schadstoffstufe 3 zugeordnet. […] bei dieser Schadstoffstufe sind keine verpflichtenden Ersatzmaßnahmen vorgesehen. Die Berliner Wasserbetriebe müssen daher nur vier junge einheimische Laubbäume mit einem Stammumfang von 14 bis 16 cm als Ersatz pflanzen.“